# Linotype排字机

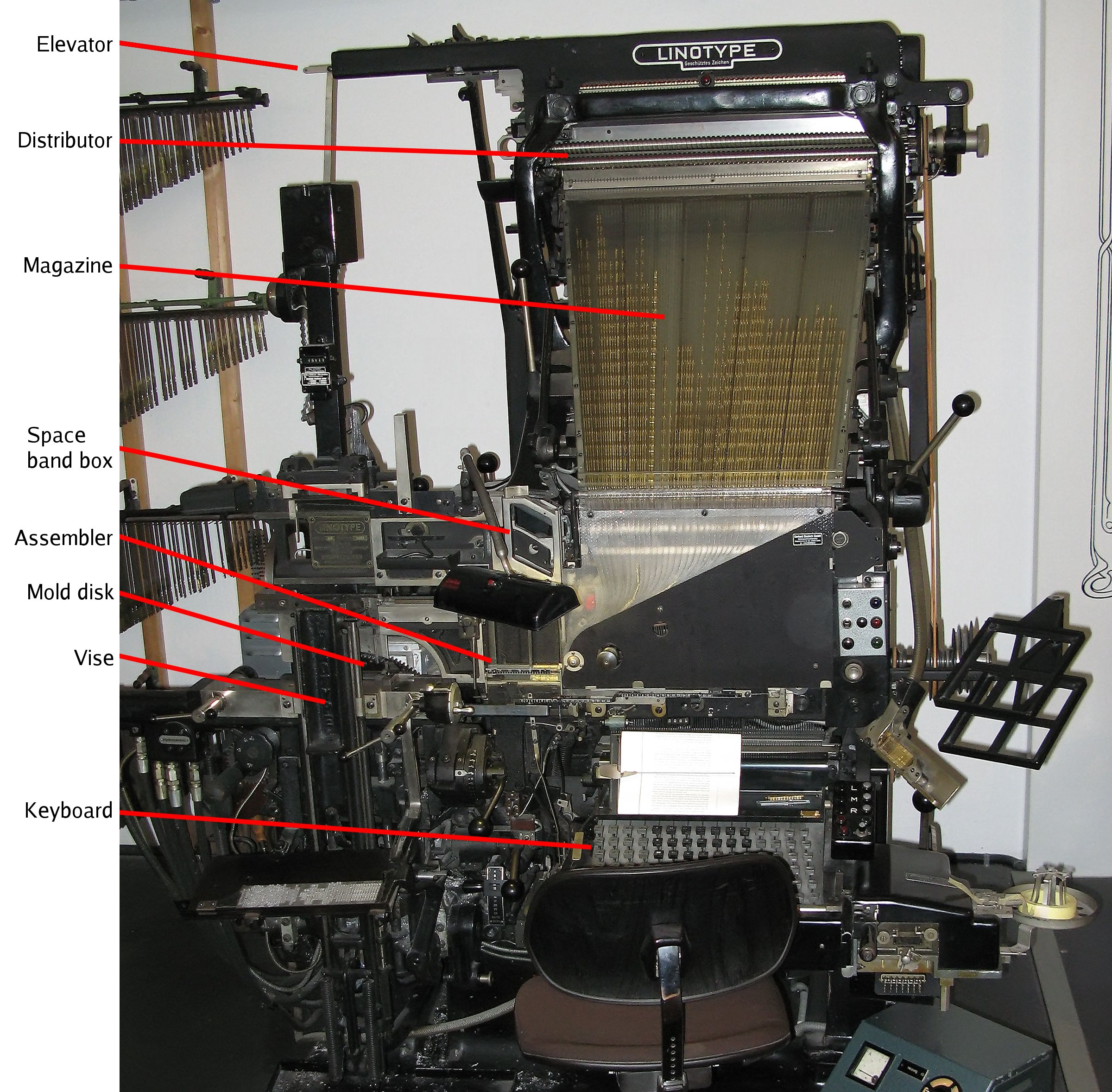
Linotype 6型排字机，1965制造（德意志博物馆）

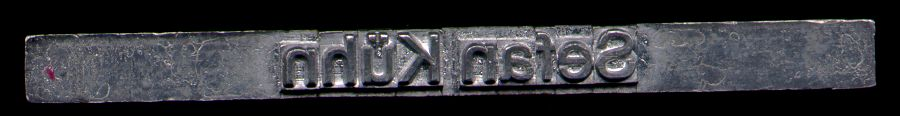
Linotype排字机铸造的铅字 - 印刷面

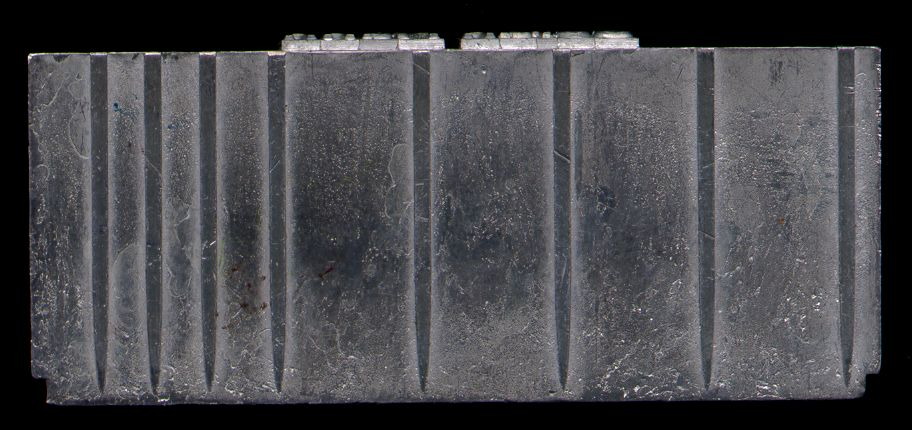
Linotype排字机铸造的铅字 - 侧面

Linotype排字机是一种用于印刷的"整行铸造" 排字机。由其能够一次完整铸造一整行铅字而得名（line-o'-type），比起手工排字来说，这是一项重大改进。
Linotype排字员在一个拥有90个字符的键盘上输入文本，排字机将会把每一行输入字符的阴模组成一整个单元。再经过热金属排字工艺从阴模字符单元套模后，完整的一行文本即被压铸成单独一个铅字（slug）。而字模单元在经过金属套模后，每个字符阴模随即返回排字机的字匣等待之后的调用。比起让排字工人手工排列每个字母，标点符号和空格的铅字来说，其可以极大地提升排字速度。
Linotype排字机带来了一场印刷排字行业的革命，尤其在新闻报纸出版领域。这使得雇佣相同数量的排字员即可完成大量报纸版面的排字工作。在1884年Ottmar Mergenthaler发明Linotype排字机之前，世界上没有任何报纸的版面超过八版。

## 外部連結
- 一部关于60年代Linotype排字机的文献短片，英文解说。